# 揚北眾
揚北眾（日语：／ Agakitashū）是從鐮倉時代至日本戰國時代在越後國北部割據的國人豪族勢力。揚北是指阿賀野川（揚河）北岸地區（阿賀北地域），因此又稱為阿賀北眾。

## 概要
根據出身，被分為小泉庄（現今村上市一帶）的秩父黨、奧山庄（現今胎內市一帶）的三浦黨、加地庄（現今新發田市一帶）的佐佐木黨、白河庄（現今阿賀野市一帶）的大見黨。在阿賀北地域，鐮倉時代武藏國的秩父氏、相模國的三浦氏、近江國的佐佐木氏、伊豆國的大見氏等豪族作為莊園的地頭進入越後，各自管治自己的所領。他們的後裔漸漸強化地域支配，以各個領地名稱為苗字的國人不斷成長，於是被稱為揚北眾。秩父氏分為本庄氏（宗家）、色部氏、鮎川氏；三浦氏分為中條氏（宗家）、黑川氏；佐佐木氏分為加地氏（宗家）、新發田氏、竹俣氏、五十公野氏；大見氏分為安田氏（宗家）、水原氏、下條氏。垂水氏是相模的河村氏被任命為曾是國衙領的荒川保（現今關川村一帶）地頭而進入越後，於室町時代自稱垂水氏。關於大川氏的詳細情況不明，但被認為是土豪出身。
因為從鐮倉時代開始就管治當地，獨立性非常強。與在日本南北朝時代後支配越後的守護上杉氏和守護代長尾氏對立，於是成為室町時代至日本戰國時代中期令越後政情不穩的要因之一。在上杉定實的養子問題（天文之亂）中，支持定實的中條藤資與反對定實的本庄房長、色部勝長、鮎川清長連合軍爭鬥，於是亦令揚北眾分裂，獨立性開始衰退。不久後，在長尾氏成長為戰國大名時，被整合到長尾氏家臣團中。不過即使在上杉家臣團中，仍有獨特存在感和強大軍事力，根據軍役帳等記錄，揚北眾大約佔有上杉軍全部兵力的3成。特別是在第4次川中島之戰中，因為表現活躍，色部勝長、安田長秀、中條藤資、垂水源二郎（荒川長實）等4名武將被上杉謙信賞賜血染之感狀。
在降服於長尾氏（上杉氏）後，亦有如本庄繁長、新發田重家、五十公野信宗等與主家對峙，本庄氏被允許返回上杉家，而新發田氏和五十公野氏則被消滅。多數族人跟隨主家移封（會津→米澤），離開當地並仕於米澤藩。其中本庄氏、色部氏、中條氏、竹俣氏在藩內的家格中，地位最高，屬於侍組分領家，許多後人都擔任家老等重職，成為藩政中樞。垂水氏在江戶時代前期成為本多政重的家臣，仕於加賀藩。
另外，關於從室町時代就領有白河庄的山浦氏（山浦景國等。居城是笹岡城）和千坂氏（千坂景親等。居城是鉢盛城），因為山浦氏是越後守護上杉家的庶流，而千坂氏原本是犬懸上杉家的第一家臣（一説是犬懸上杉家庶流），兩家在來到越後時，作為越後守護上杉家的四家老家之一，與長尾氏是同等的家柄，不被包括在揚北眾內。

## 主要氏族
- 大川氏（日语：大川氏）（領地在現今村上市內。居城是藤懸城（日语：藤懸城））
  - 忠秀－長秀
- 本庄氏（日语：本庄氏）（領地在現今村上市內。居城是本庄城、猿澤城）
  - 時長－房長－繁長
- 鮎川氏（日语：鮎川氏）（領地在現今村上市內。居城是大葉澤城）
  - 藤長－清長－盛長－秀定
- 色部氏（日语：色部氏）（領地在現今村上市內、粟島浦村、關川村。居城是平林城（日语：平林城））
  - 昌長－憲長－勝長－顯長＝長真（顯長的弟弟）－光長
- 垂水氏（日语：垂水氏）（領地在關川村。居城是垂水城（日语：垂水城）。在戰國時代是色部氏配下。）
  - 垂水左衛門尉－源二郎（荒川長實）－源太左衛門－左衛門
- 中條氏（日语：中条氏）（領地在現今胎內市內。居城是鳥坂城（日语：鳥坂城）、江上館（日语：江上館））
  - 藤資－景資＝景泰（吉江景資的兒子）－三盛
- 黑川氏（日语：黒川氏）（領地在現今胎內市內。居城是黑川城）
  - 清實－實氏－為實
- 加地氏（日语：加地氏）（領地在現今新發田市內。居城是加地城（日语：加地城））
  - 春綱－秀綱－景綱
- 新發田氏（日语：新発田氏）（領地在現今新發田市內。居城是新發田城）
  - 綱貞－長敦＝重家（長敦的弟弟）
- 竹俣氏（日语：竹俣氏）（領地在現今新發田市川東地區。居城是竹俣城（日语：竹俣城））
  - 清綱－為綱＝昌綱（為綱的弟弟，分家初代）－慶綱（為綱嫡男）－勝綱＝利綱
- 五十公野氏（日语：五十公野氏）（領地在現今新發田市五十公野地區。居城是五十公野城（日语：五十公野城））
  - 景家－弘家＝治長＝信宗
- 大見安田氏（日语：安田氏）（領地在現今阿賀野市。居城是安田城（日语：安田城））
  - 實秀－長秀－有重＝堅親（河田元親三男）
- 水原氏（日语：水原氏）（領地在現今阿賀野市。居城是水原城）
  - 政家－隆家－實家－滿家＝親憲（大關親信的兒子）
- 下條氏（日语：下條氏）（領地在現今阿賀野市。居城是下條城）
  - 實親＝忠親（河田元親次男）